# Víctor René Mendieta
Victor René Mendieta Ocampo (ur. 16 czerwca 1961 w Panamie) – panamski piłkarz, grający na pozycji napastnika, trener piłkarski.
Jego syn Víctor René Mendieta Jr. również jest piłkarzem.

## Kariera piłkarska

### Kariera klubowa
W 1979 rozpoczął karierę piłkarską w CD Plaza Amador. Potem występował w klubach Tauro FC, Cojutepeque FC, CESSA Metapán, Correcaminos UAT, Leones Negros, Club León, Tampico Madero FC i Deportivo Temuco. W 1997 zakończył karierę piłkarską w Real España.

### Kariera reprezentacyjna
Bronił barw narodowej reprezentacji Panamy.

## Kariera trenerska
Od stycznia 2010 do grudnia 2011 trenował Chepo FC. W lipcu 2014 został mianowany na trenera Independiente La Chorrera, w którym pracował do października 2014.